# Jama macicy

Schemat budowy macicy

Jama macicy (łac. cavitas uteri) – przestrzeń wewnątrz trzonu i cieśni macicy, wewnątrz której podczas ciąży rozwija się płód. Jest ograniczona endometrium.